# Loxandrus inferus
Loxandrus inferus är en skalbaggsart som beskrevs av Allen. Loxandrus inferus ingår i släktet Loxandrus och familjen jordlöpare. Inga underarter finns listade i Catalogue of Life.